# Isenburg
Isenburg er en slægt i den tyske højadel. I 1600-tallet fik flere grene af slægten titler som rigsfyrster. I 1815 blev slægten standsherrer i Det tyske forbund.

## Kendte medlemmer af slægten
- Ludwig Casimir von Isenburg-Büdingen (1710–1775), rigsgreve i dansk tjeneste

- Gustav Friedrich von Isenburg-Büdingen (1715–1768), rigsgreve i dansk tjeneste

- Dorothea von Isenburg-Büdingen (1734–1766), rigsgrevinde, født komtesse Reventlow af Sandbjerg og Ballegård.

- Prinsesse Adelheid Viktoria af Hohenlohe-Langenburg (1835–1900), gift med titulær hertug Friedrich der Achte af Augustenborg.

- Prinsesse Marie Melita af Hohenlohe-Langenburg (1899–1967), gift med titulær hertug Vilhelm Frederik af Glücksborg.

- Katharina af Isenburg-Birstein, gift med Martin af Habsburg (født 1959), svigerinde til ærkehertug Lorenz af Østrig-Este (født 1955) og prinsesse Astrid af Belgien (født 1962).

- Sophie Johanna Maria af Isenburg (født 7. marts 1978 i Frankfurt am Main), gift med Georg Friedrich af Preussen, overhoved for Huset Hohenzollern.